# Ketzin
Ketzin (pronunciación alemana: /kɛˈt͡siːn/ⓘ) es un municipio situado en el distrito de Havelland, en el estado federado de Brandeburgo (Alemania), a una altitud de 30 metros. Su población a finales de 2016 era de 6500 habs. y su densidad poblacional, 70 hab/km².